# Seoul Open 1993
Il Seoul Open 1993 è stato un torneo di tennis giocato sul cemento. È stata la 7ª edizione del torneo, che fa parte della categoria World Series nell'ambito dell'ATP Tour 1993. Si è giocato a Seul in Corea del Sud dal 19 al 26 aprile 1993.

## Campioni

### Singolare maschile
Chuck Adams ha battuto in finale  Todd Woodbridge con il punteggio di 6–4, 6–4

### Doppio maschile
Jan Apell /  Peter Nyborg hanno battuto in finale  Neil Broad /  Gary Muller con il punteggio di 5–7, 7–6, 6–2